# Голлер (хребет)
Хребе́т Голлер — горный хребет восточной части Главной гряды Крымских гор, водораздел рек Шелен и Ворон. Расположен в восточной части Южного берега Крыма между селами Морское и Ворон в пределах городского округа Судак Республики Крым.

Состоит из цепи небольших гор и округлых холмов с рощами и луговинами. Протянулся от горы Ликман-Ганын (410 метров) на севере до горы Ай-Фока (115 метров) на юге, где ограничен берегом Капсихорской бухты. Абсолютная высота хребта Голлер составляет 337,3 метра (гора Пурсук-Баш).

## Топографические карты
- Лист карты L-36-118 Судак. Масштаб: 1 : 100 000. Состояние местности на 1974 год. Издание 1976 г.

## Галерея

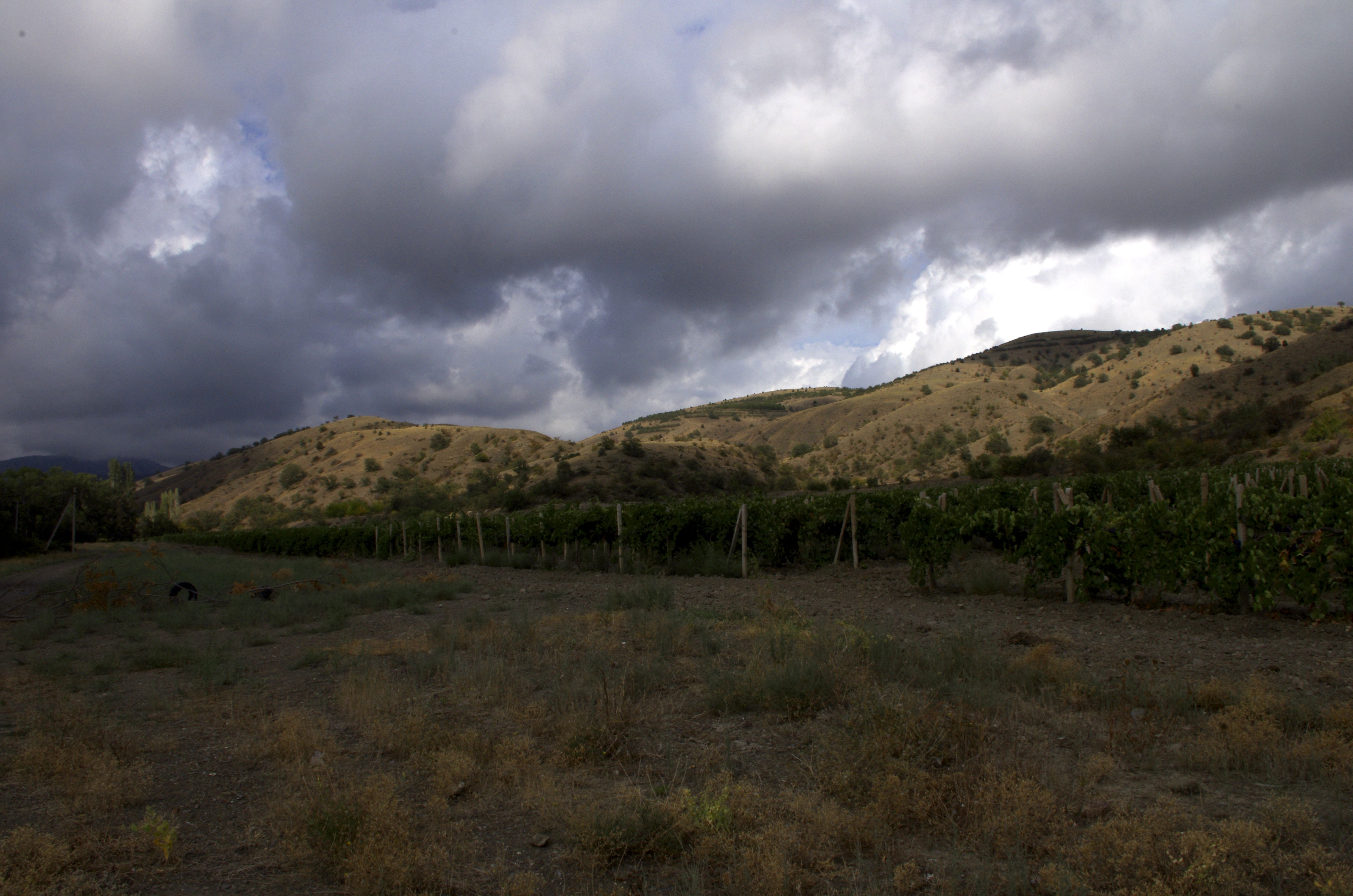
Хребет Голлер по направлению к селу Громовка
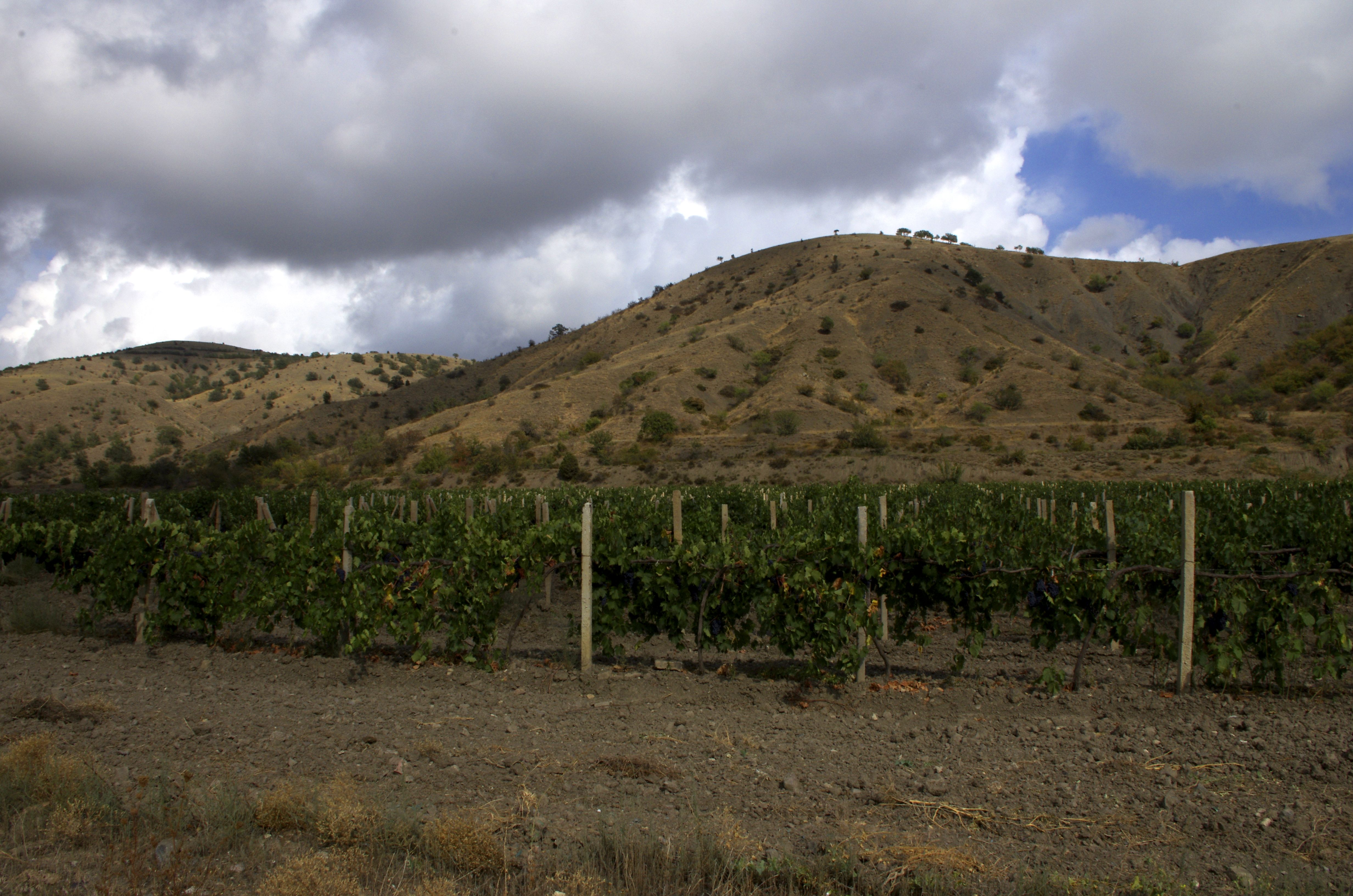
Хребет Голлер и виноградники ГП Морское)
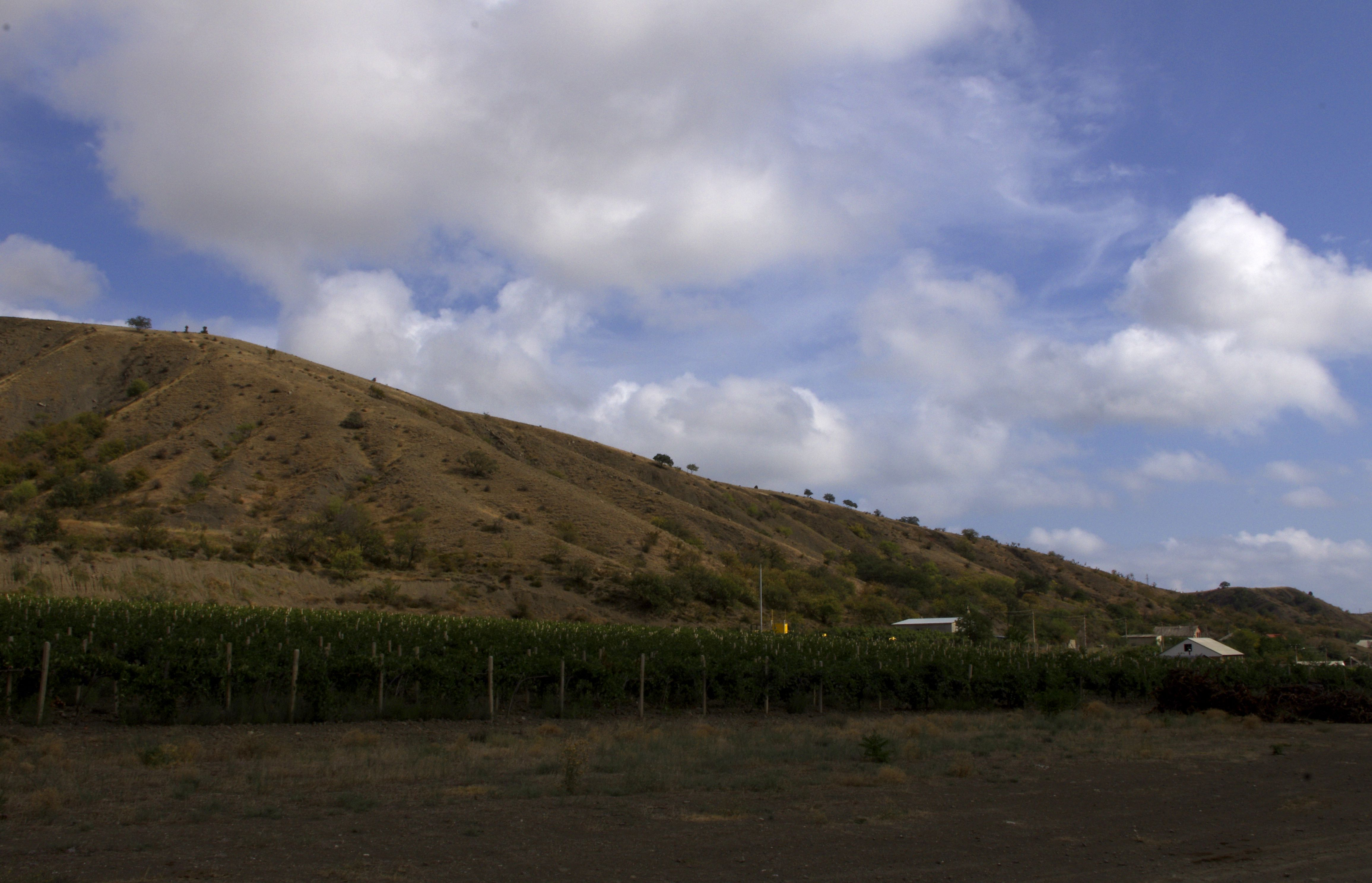
Хребет Голлер по направлению к селу Морское